# Dreifaltigkeitskapelle (Schönenbach)

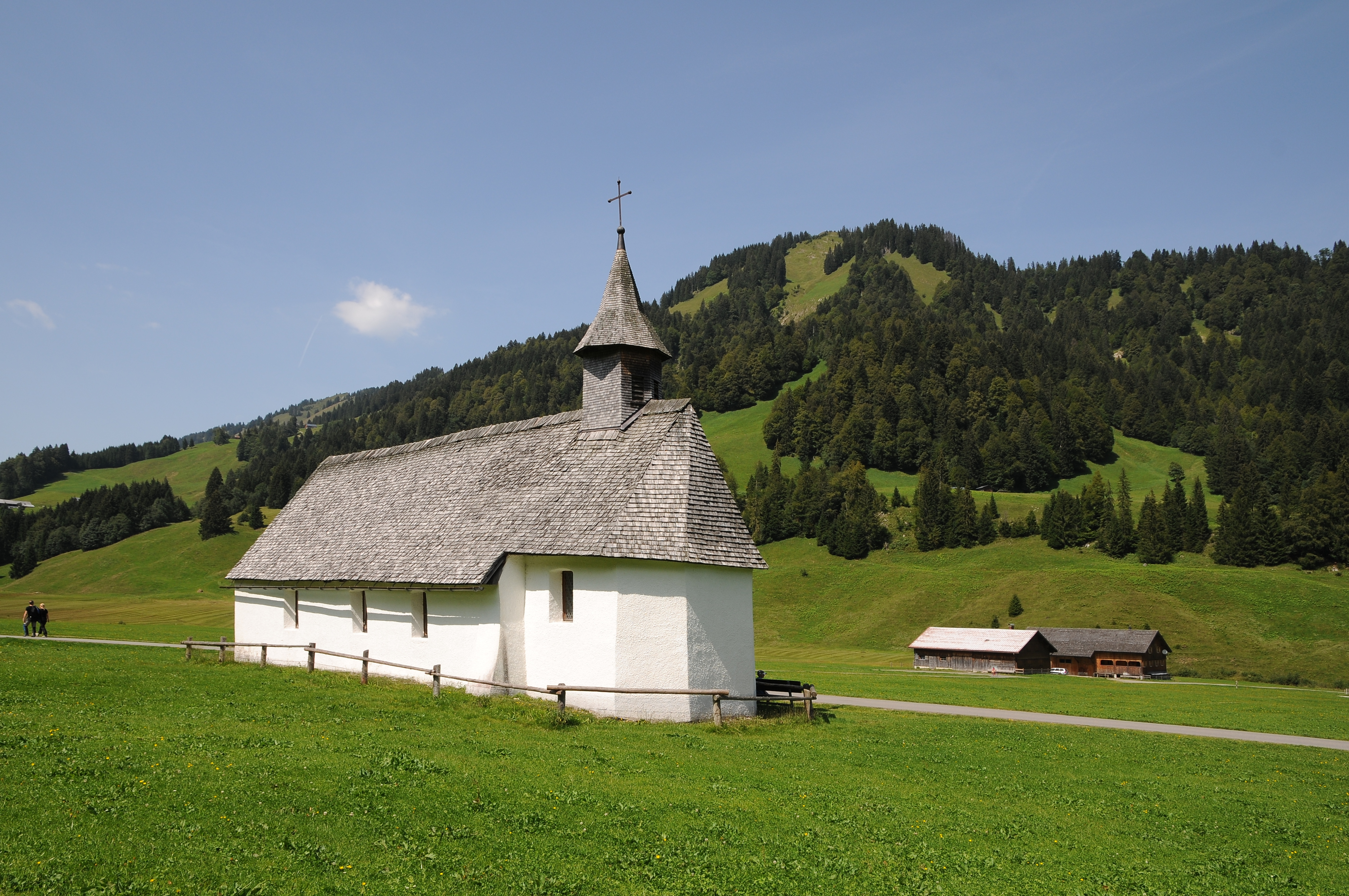
Kapelle Schönenbach

Die Dreifaltigkeitskapelle ist eine Kapelle in der Vorsäßsiedlung Schönenbach in der Bregenzerwälder Gemeinde Bezau im Bezirk Bregenz in Vorarlberg. Sie liegt auf freiem Feld am Ende des Bizauer Tales.

## Architektur
Die Kapelle ist ein Rechtecksbau mit eingezogenem 5/8-Chor mit Flachbogendecke, über dem sich ein achteckiger Dachreiter mit Spitzhelm erhebt. Ein langer Betraum mit trapezförmiger Decke bildet das Schiff, das auf beiden Seiten durch jeweils drei Flachbogenfenster beleuchtet wird. Der eingezogene runde Chorbogen trägt die Jahreszahl 1697.

## Ausstattung
Der Altaraufbau mit zwei gedrehten Säulen stammt von Anton Dürcher und entstand um 1700. Das Altarbild zeigt den „Traum des heiligen Josef“.
Die Figuren der heiligen Maria mit Kind in der linken und der heiligen Anna in der rechten Chornische entstanden um das Jahr 1500. Am Chorbogen stehen auf Konsolen links eine Figur der heiligen Katharina und rechts eine der heiligen Barbara, beide entstanden um das Jahr 1740. Das Chorbogenkruzifix stammt aus dem 18. Jahrhundert, die Figur des heiligen Gallus an der rechten Langhauswand ebenfalls vom Ende des 18. Jahrhunderts. Das Gemälde an der rechten Langhauswand zeigt die Heilige Dreifaltigkeit mit den Heiligen Martin und Wendelin. Weiters ist das Stifterwappen der Herren von Deuring und Raßler von Gamerschwang – gemalt 1679 von Matthäus Zehender – sowie eine Ansicht der Bregenzer Oberstadt dargestellt. Die Kreuzwegstationen entstanden Ende des 19. Jahrhunderts.